# Toxorhina (Ceratocheilus) seychellarum
Toxorhina (Ceratocheilus) seychellarum is een tweevleugelige uit de familie steltmuggen (Limoniidae). De soort komt voor in het Afrotropisch gebied.